# جيا رونغ تشينغ
جيا رونغتشينغ (بالإنجليزية: Jia Rongqing) (بالصينية: 贾荣庆) هو عالم رياضيات كندي من أصل صيني. يعمل أستاذاً في جامعة ألبرتا في كندا، وهو معروف بعمله في نظرية التقريب وتحليل المويجات.

## التعليم
حصل جيا على درجة البكالوريوس في العلوم من جامعة تشجيانغ في هانغتشو، الصين، عام 1968. ثم حصل على درجتي الماجستير والدكتوراه من جامعة ويسكونسن-ماديسون، حيث أتم الدكتوراه عام 1983 تحت إشراف كارل-فيلهلم دي بور.

## المهنة
يعمل حالياً أستاذاً في قسم الرياضيات والإحصاء في جامعة ألبرتا.